# Bad Bad Girls
Bad Bad Girls è il sesto album in studio del gruppo musicale britannico Fastway, pubblicato nel 1990 per l'etichetta discografica Enigma Records.

## Tracce
1. I've Had Enough (Clarke, Hart, O'Shaughnessy) - 4:04
2. Bad Bad Girls (Hart, O'Shaughnessy) - 4:07
3. All Shook Up (Clarke, Hart, O'Shaughnessy) - 4:03
4. Body Rock (Callcut, Hart) - 3:51
5. Miles Away (Callcut, Hart) - 4:10
6. She Won't Rock (Callcut, Hart) - 3:48
7. No Repair (Callcut, Hart) - 3:43
8. Death of Me (Clarke, Hart, Pearce) - 4:26
9. Cut Loose (Clarke, Hart, O'Shaughnessy) - 4:06
10. Lucky to Lose (Hart, O'Shaughnessy) - 4:00
11. Big Beat, No Heart (Hart, O'Shaughnessy) - 4:53

## Formazione
- Lea Hart - voce, chitarra
- "Fast" Eddie Clarke - chitarra
- KB Bren - basso
- Riff Raff - batteria

### Altri musicisti
- Kim McAuliffe - chitarra
- Chris Bonacci - chitarra